# Souro Pires
Souro Pires is een plaats (freguesia) in de Portugese gemeente Pinhel en telt 594 inwoners (2001).